# CGNTV
CGN（Christian Global Network）は、2005年に開局した、大韓民国・ソウル市のオンヌリ教会が運営するテレビ局である。

## 概要
- CGNはキリスト教プロテスタント（長老派）の宗教専門局であり、衛星放送、IPTV、インターネット配信、スマホアプリなどを利用して、世界170か国で24時間放送されている。使用言語は、韓国語、英語、日本語、中国語、アラビア語、インドネシア語、タイ語、ロシア語、スペイン語である。

## 沿革
- 2000年10月 - インターネットでの配信を開始。
- 2005年3月29日 - CGNTV（現•CGN）開局、同年8月26日にロサンゼルスで英語放送開始。
- 2005年8月27日 アメリカ向けチャンネル「CGNTVアメリカン（CGNTV AMERICAN）」（現•CGNアメリカ）開局
- 2006年10月30日 - 日本CGNTV開局。
- 2007年7月 - さいたまスーパーアリーナでラブ・ソナタ東京を生中継。
- 2008年 - CGNTV中国語チャンネル（CGNTV中文台。現•CGN中国語）開局
- 2015年 - 開局15周年
- 2020年 - 開局15周年
- 2023年 - 開局18周年。局名をCGNTVはCGNへ変更し，宣教メディアとして再出発。

## 主な番組
CGNではオンヌリ教会の礼拝と説教、日本各地で開催されるラブ・ソナタの中継録画、ドキュメンタリー、ドラマ、アニメーション等を放送している。